# فرودگاه سویو
فرودگاه سویو (به انگلیسی: Soyo Airport) یک فرودگاه همگانی با کد یاتا SZA است که یک باند فرود آسفالت دارد و طول باند آن ۲۰۹۰ متر است. این فرودگاه در کشور آنگولا قرار دارد و در ارتفاع ۵ متری از سطح دریا واقع شده است.

## شرکت‌های هواپیمایی و مقصدهای پروازی
| شرکت‌های هواپیمایی   | مقصدهای پروازی   |
| ------------------- | ---------------- |
| SonAir              | کواترو دو فرویرو |
| تاگ آنگولا ایرلاینز | کواترو دو فرویرو |